# Teodorico di Friburgo
Teodorico di Friburgo (in latino: Theodoricus Teutonicus o Saxonicus; in tedesco: Dietrich von Freiberg; 1250 – 1310) è stato un teologo, filosofo domenicano tedesco.

## Biografia
Le informazioni biografiche su Teodorico di Friburgo sono scarse. Entrò giovanissimo nell'ordine domenicano e intorno al 1271 fu lettore nel convento di Friburgo. È probabile che sia andato a studiare a Parigi intorno al 1272/74, ma non è noto sotto quali maestri. Nel 1280/81 fu lettore nel convento di Treviri. Ritornò quindi a Parigi e vi tenne lezioni sulle Sentenze di Pietro Lombardo.
Il 7 settembre 1293 fu nominato superiore della provincia domenicana di Germania (Teutonia), carica occupata prima di lui da Alberto Magno e nella quale rimase fino al maggio 1296.
Fu lui a nominare Meister Eckhart vicario per la Turingia. Nel 1296 o nel 1297 divenne magister theologiæ a Parigi e vi continuò ad insegnare fino al 1300. Il suo nome compare poi in un capitolo provinciale dei domenicani svoltosi a Coblenza nel 1303 (dove fu eletto "definitore"), poi nei capitoli generali di Tolosa del maggio 1304 e di Piacenza del settembre 1310. In quest'ultimo fu designato vicarius provinciæ Teutonicæ, in attesa della nomina di un nuovo provinciale.

## Pensiero
Teodorico di Friburgo fu un autore prolifico: di lui sono note trentotto opere, composte tra il 1285 e il 1310 circa. Coprono praticamente tutti i rami della teologia, filosofia e scienze naturali all'epoca conosciuti, il che fa di Teodorico, per la quantità e la diversità delle sue opere, uno dei principali eredi di Alberto Magno (morto a Colonia il 15 novembre 1280, e del quale non è noto se abbia mai incontrato Teodorico).
Teodorico di Friburgo appare principalmente come un rappresentante del neoplatonismo latino del Medioevo. Il suo pensiero integra elementi aristotelici e tomisti con una metafisica emanatistica e una psicologia agostiniana. Una processione causale va da un principio primo, l'Uno, verso le intelligenze, le anime e i corpi. Uno dei suoi principali contributi è la sua dottrina dell'intelletto, e la distinzione che fa tra ens reale ed ens conceptuale, sostituendo la vecchia distinzione scolastica tra ens naturæ ed ens rationalis. I suoi studi sull'ottica sono anche un importante contributo alla metodologia scientifica. Uno dei primi grandi nomi del pensiero speculativo tedesco, influenzò notevolmente Meister Eckhart e Nicola Cusano.

## Opere
Teologia
- De visione beatifica;
- De corpore Christi mortuo;
- De dotibus corporum gloriosorum;
- De substantiis spiritualibus et corporibus futuræ resurrectionis.

Filosofia
- De habitibus;
- De ente et essentia;
- De magis et minus ;
- De natura contrariorum;
- De cognitione entium separatorum et maxime animarum separatarum;
- De intelligentiis et motoribus cælorum;
- De corporibus cælestibus quoad naturam eorum corporalem;
- De animatione cæli;
- De accidentibus;
- De quiditatibus entium;
- De origine rerum prædicamentalium;
- De mensuris;
- De natura et proprietate continuorum;
- De intellectu et intelligibili.

Scienze
- De luce et ejus origine;
- De coloribus;
- De iride et radialibus impressionibus;
- De miscibilibus in mixto;
- De elementis corporum naturalium.

## Edizioni
- Opera omnia = Corpus Philosophorum Teutonicorum Medii Ævi, Amburgo, Felix Meiner Verlag, vol. 1 à 4 :
  - Burckhard Mojsisch (éd.), Schriften zur Intellekttheorie, Amburgo, 1977.
  - Ruedi Imbach, Maria Rita Pagnoni-Sturlese, Hartmund Steffan et Loris Sturlese (a cura di), Schriften zur Metaphysik und Theologie, Hambourg, 1980.
  - Jean-Daniel Cavigioli, Ruedi Imbach, Burckhard Mojsisch, Maria Rita Pagnoni-Sturlese, Rudolf Rehn et Loris Sturlese (a cura di), Schriften zur Naturphilosophie und Metaphysik. Quæstiones, Amburgo, 1983.
  - Maria Rita Pagnoni-Sturlese, Rudolf Rehn, Loris Sturlese et William A. Wallace (a cura di), Schriften zur Naturwissenschaft. Briefe, Amburgo, 1985.
- Œuvres choisies, vol. I (Substances, quidités et accidents, Traité des accidents, Traité des quidités des étants), testi latini, traduzione in francese e note a cura di Catherine König-Pralong, introduzione di Kurt Flasch, Parigi, J. Vrin, 2008.
- Œuvres choisies, vol. II (Traité de la vision béatifique), testi latini e traduzione in francese a cura di Anne-Sophie Robin-Fabre, Parigi, J. Vrin, 2012.